# Гангстер № 1
Гангстер № 1 — трилер 2000 року.

## Сюжет
Жорстокий англійський бандит на прізвисько "Гангстер 55" завжди мріяв про те, щоб бути номером першим у злочинному світі. Він ще юнаком почав свою кримінальну кар'єру, увійшовши в довіру до відомого гангстера Фредді Мейса і ставши його другом. Ненадовго. Справжній психопат, Гангстер 55, не вагаючись розпалює згаслу в минулому війну між бандами. У результаті цього Фредді сідає на 30 років до в'язниці, а герой займає його місце. Криваве сходження "Гангстер 55" до вершин кримінальної влади починається.